# 達利烏利烏
達利烏利烏，（鄒語：Taliuliu）又稱凶煞，是台灣鄒族神話中的惡神之一，會給族人帶來死亡。

## 身世與職責
達利烏利烏來自西方（在鄒族神話中，西方是人類死亡後的歸宿），是鄒族神話中最兇惡的惡神之一，族人只要遇到祂就會死亡，還會帶來災禍。人們會向天神祭祀來請求驅逐祂。
同時，達利烏利烏也有火神的職責，只有巫師可以看清楚祂的樣子。

## 現代研究
因為達利烏利烏來自西方，跟漢人居住的地方相同，且祂也是鄒族和漢人接觸後，從漢地入侵的神靈，因此祂很有可能代表著漢人對族人的威脅。